# Freddie Spencer
Pour les articles homonymes, voir Spencer.
Frederick Burdette Spencer Junior ou Freddie Spencer, né le 20 décembre 1961, surnommé « Fast Freddie », est un pilote de Grand Prix motocycliste américain, trois fois champion du monde.
Il est le dernier à gagner la course dans les catégories 250 cm³ et 500 cm³ dans la même journée et le seul à être champion du monde dans ces deux catégories dans la même saison.

## Histoire
- Naissance en 1961, à Shreveport, Louisiane.
- Débuts à moto à 4 ans.
- Débuts en compétition à 5 ans.
- 11 victoires en Short Track et Dirt Track à 11 ans.
- 1977 : 12 victoires en national.
- 1978 : victoire dans toutes les courses de l'AMA 250, catégorie Novices.
- 1979 : champion catégorie Expert, en gagnant toutes les courses, sauf une deuxième place.
- 1980 : début en Superbike en AMA, et débute en Europe, où il gagne deux manches du match Anglo-Américain, devant Kenny Roberts et Barry Sheene.
- 1981 : l'usine Honda, absent des championnats du monde de vitesse moto depuis 1967, fait son retour à la compétition avec Freddy Spencer[1].
- 1982 : il participe à l'intégralité des manches du championnat du monde et termine troisième au classement général final. À 20 ans et 196 jours, il devient le plus jeune vainqueur d'un GP 500, le 4 juillet, en Belgique[1].
- 1983 : à 21 ans et 258 jours, il devient le plus jeune champion du Monde en 500 cm³ sur la Honda NS 3 cylindres, à l'issue d'un duel très serré avec son compatriote Kenny Roberts, pilotant chez Yamaha, devancé de seulement deux points[1]. Ce record de précocité tient jusqu'en 2013 lorsque Marc Márquez remporte le titre à l'âge de 20 ans et 266 jours.
- 1984 : 4 victoires en 5 courses disputées sur la toute nouvelle Honda NSR - 4e au mondial.
- 1985 : il signe un exploit en se parant des couronnes de champion du monde 250 cm³ (10 courses, 6 pole position, 7 victoires) et 500 cm³ (11 courses, 9 poles, 7 victoires), la même année.
- 1986 : usé par sa saison précédente, il est absent du championnat 500 cm³.
- 1987 : il tente un retour mais termine 20e du championnat 500 cm³.
- 1988 : suspension de sa carrière pour raisons physiques.
- 1989 : nouvelle tentative de retour, il signe chez Yamaha dans le team Agostini.
- 1990-1992 : interruption de sa carrière.
- 1993 : dernière tentative, il signe chez Yamaha Motor France pour ce qui sera son ultime saison.

## Palmarès

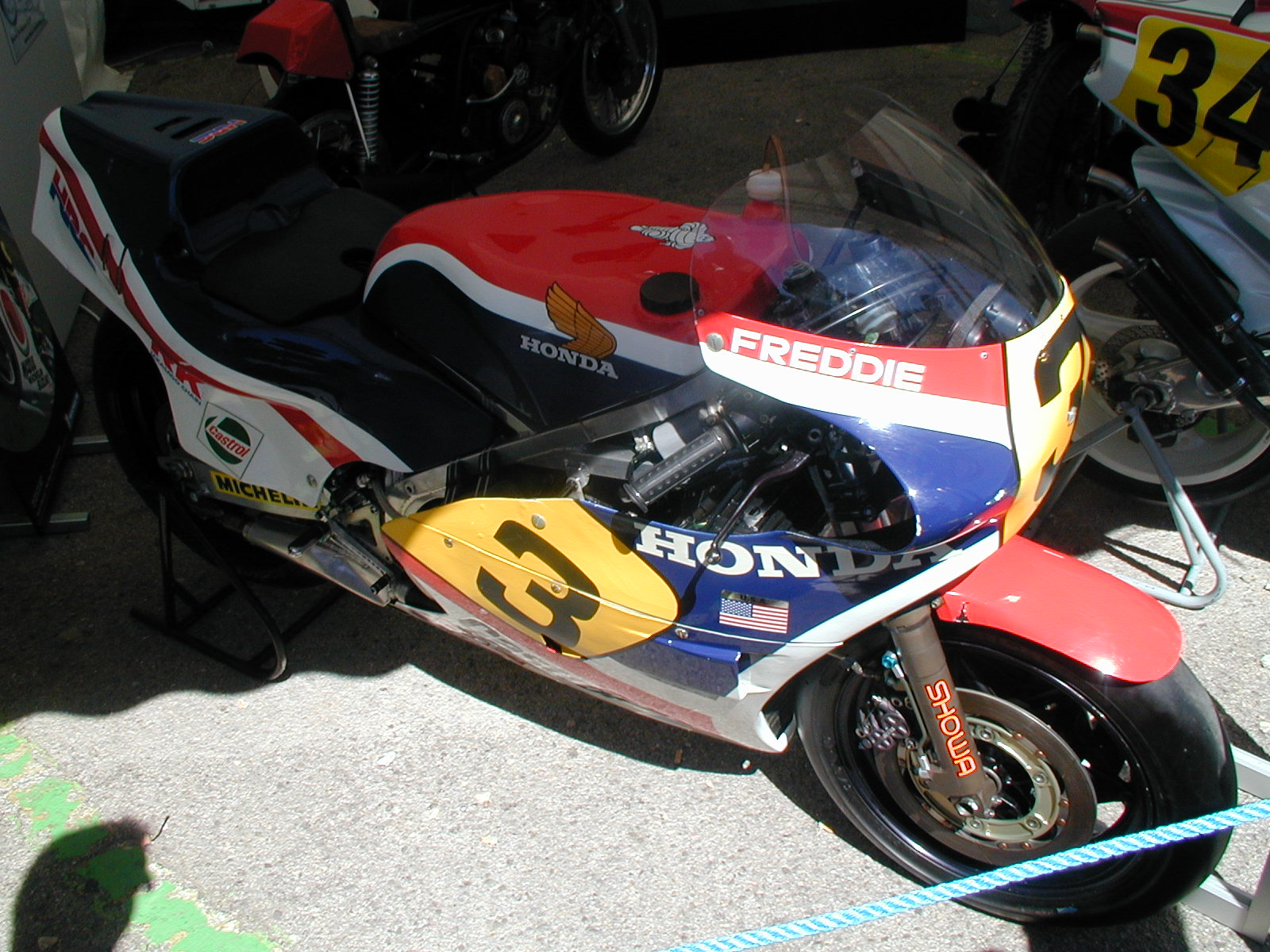
La Honda 500 cm³ de Freddie Spencer de 1983.

- 3e du championnat 500 cm³ en 1982
- Champion du Monde 500 cm³ en 1983
- 4e du championnat 500 cm³ en 1984
- Champion du Monde 250 cm³ et 500 cm³ en 1985, vainqueur en Superbike AMA

### Victoires en Grand Prix: 27 (7 en 250 et 20 en 500 cm3)
|    | S.   | Date        | Lieu du Grand Prix                 | Cat. | Circuit                      | Ville            |
| 1  | 1982 | 4 juillet   | Grand Prix moto de Belgique        | 500  | Circuit de Spa-Francorchamps | Francorchamps    |
| 2  | 1982 | 5 septembre | Grand Prix moto de Saint-Marin     | 500  | Circuit du Mugello           | Mugello          |
| 3  | 1983 | 19 mars     | Grand Prix moto d'Afrique du Sud   | 500  | Circuit de Kyalami           | Johannesburg     |
| 4  | 1983 | 3 avril     | Grand Prix moto de France          | 500  | Circuit Bugatti              | Le Mans          |
| 5  | 1983 | 24 avril    | Grand Prix moto des Nations        | 500  | Autodromo Nazionale di Monza | Monza            |
| 6  | 1983 | 22 mai      | Grand Prix moto d'Espagne          | 500  | Circuit Permanent du Jarama  | Madrid           |
| 7  | 1983 | 12 juin     | Grand Prix moto de Yougoslavie     | 500  | Automotodrom Grobnik         | Rijeka           |
| 8  | 1983 | 6 août      | Grand Prix moto de Suède           | 500  | Circuit de Scandinavie       | Anderstorp       |
| 9  | 1984 | 15 avril    | Grand Prix moto des Nations        | 500  | Circuit Santa Monica         | Misano Adriatico |
| 10 | 1984 | 27 mai      | Grand Prix moto d'Allemagne        | 500  | Nürburgring                  | Eifel            |
| 11 | 1984 | 10 juin     | Grand Prix moto de France          | 500  | Circuit Paul-Ricard          | Le Castellet     |
| 12 | 1984 | 14 juin     | Grand Prix moto de Yougoslavie     | 500  | Automotodrom Grobnik         | Rijeka           |
| 13 | 1984 | 8 juillet   | Grand Prix moto de Belgique        | 500  | Circuit de Spa-Francorchamps | Francorchamps    |
| 14 | 1985 | 23 mars     | Grand Prix moto d'Afrique du Sud   | 250  | Circuit de Kyalami           | Johannesburg     |
| 15 | 1985 | 5 mai       | Grand Prix moto d'Espagne          | 500  | Circuit Permanent du Jarama  | Madrid           |
| 16 | 1985 | 26 mai      | Grand prix moto des Nations        | 250  | Circuit du Mugello           | Mugello          |
| 17 | 1985 | 26 mai      | Grand Prix moto des Nations        | 500  | Circuit du Mugello           | Mugello          |
| 18 | 1985 | 2 juin      | Grand Prix moto d'Autriche         | 250  | Salzburgring                 | Salzbourg        |
| 19 | 1985 | 2 juin      | Grand Prix moto d'Autriche         | 500  | Salzburgring                 | Salzbourg        |
| 20 | 1985 | 16 juin     | Grand Prix moto de Yougoslavie     | 250  | Automotodrom Grobnik         | Rijeka           |
| 21 | 1985 | 29 juin     | Grand Prix moto des Pays-Bas       | 250  | TT Circuit Assen             | Assen            |
| 22 | 1985 | 7 juillet   | Grand Prix moto de Belgique        | 250  | Circuit de Spa-Francorchamps | Francorchamps    |
| 23 | 1985 | 7 juillet   | Grand Prix moto de Belgique        | 500  | Circuit de Spa-Francorchamps | Francorchamps    |
| 24 | 1985 | 21 juillet  | Grand Prix moto de France          | 250  | Circuit Bugatti              | Le Mans          |
| 25 | 1985 | 21 juillet  | Grand Prix moto de France          | 500  | Circuit Bugatti              | Le Mans          |
| 26 | 1985 | 4 août      | Grand Prix moto de Grande-Bretagne | 500  | Circuit de Silverstone       | Silverstone      |
| 27 | 1985 | 11 août     | Grand Prix moto de Suède           | 500  | Circuit de Scandinavie       | Anderstorp       |

## Héritage
Le jeu vidéo Hang-On sorti en juillet 1985 est un hommage à Freddie Spencer. Yū Suzuki, concepteur rentré chez Sega en 1983, peut explorer l'une de ses passions, dès son deuxième projet, alors qu'il devient chef de sa division au bout de seulement un an d'ancienneté. Sega veut créer une nouvelle borne, quelque chose d'inédit, qui permettrait d'épater les clients des salles d'arcade. Un projet de jeu de moto lui est proposé. Suzuki roule beaucoup à moto. « J'adore les motos. Principalement les motos tout-terrain, comme le moto-cross, l'enduro, le Paris-Dakar », précise-t-il. L'équipe lance des recherches sur l'univers de la moto et s'aperçoit cependant que la moto de course est plus populaire que le hors-piste,. Elle approfondie ses recherches sur les motos de sport et les courses de vitesse, notamment dans le but de comprendre « pourquoi elles sont si populaires ». À cette époque, la compétition reine est le GP500 (Grand Prix moto de 500 cm3) et l'univers de la moto de vitesse est dominé par Freddie Spencer, qui gagne en 1983 à l'âge de 21 ans son premier titre de champion du monde moto,,,,. Suzuki est ébahi par « Fast Freddy ». « Son style de conduite était tellement bon » rajoute Suzuki. Il précise que Hang-On est en réalité une sorte d'hommage à Spencer. En plus d'apprécier particulièrement son pilotage, au moment du développement du jeu, Spencer pilote au guidon d'une moto de marque japonaise, une Honda, et c'est pour toutes ces raisons que Suzuki veut lui faire ressembler le jeu. Pendant tout le processus, l'équipe garde à l'esprit Freddie Spencer. Dans le jeu, Suzuki veut reproduire la conduite de Spencer. Pour la borne, il veut donc en toute logique reproduire sa moto. La version « deluxe » de la borne est atypique et inédite à cette époque. C'est la reproduction en plastique d'une véritable moto de 500 cm3, sur laquelle le joueur monte, et peut faire bouger pour déplacer son avatar. Le joueur doit utiliser son poids pour faire incliner la moto sur la droite ou la gauche afin de faire déplacer de la même manière la moto à l'écran. Le jeu Hang-On est  apprécié dès sa sortie par les joueurs à cause de sa borne en forme de moto, et c'est cet aspect inhabituel que les joueurs ont le plus retenus. Après Hang-On, Sega crée d'autres bornes que le joueur doit piloter et faire plus qu'utiliser un joystick et des boutons. Cette série de bornes est appelée taikan et reçoit des succès tels que Out Run ou After Burner.